# Буа-дю-Люк

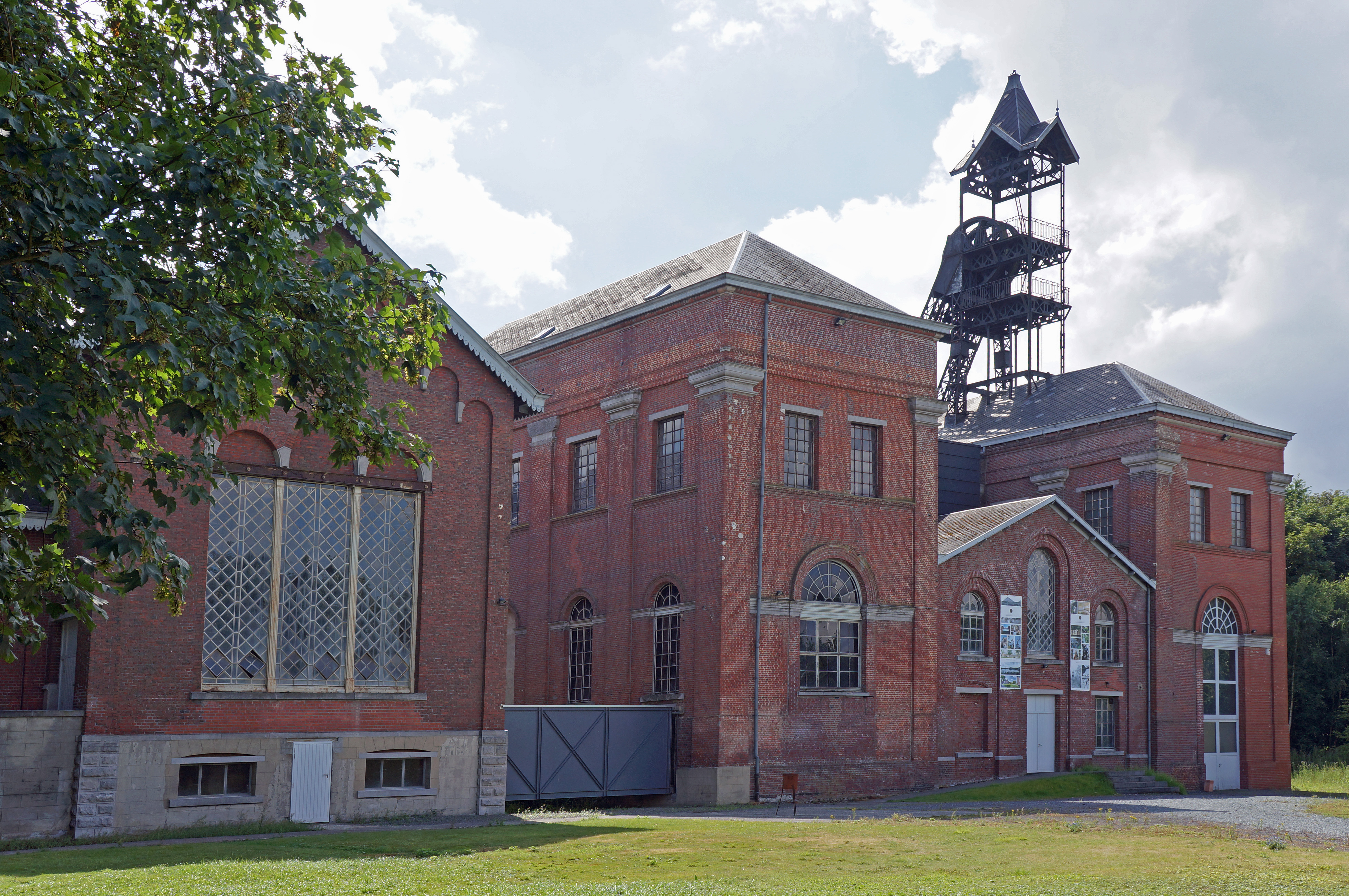
Сучасний вид на Буа-дю-Люк

Буа-дю-Люк — вугільна шахта в Худенг-Еймерісі, поблизу Ла-Лув'єра в Бельгії, яка сьогодні зберігається як об'єкт промислової спадщини. Окрім штаб-квартири Société des Charbonnages de Bois-du-Luc et d'Havre, Буа-дю-Люк був місцем розташування шахти Святого Еммануїла (Fosse Saint-Emmanuel), яка належала компанії. Fosse Saint-Emmanuel була однією з найстаріших шахт у Бельгії, зареєстрована діяльність якої датується 1685 роком. Компанія припинила видобуток у 1973 році.
Буа-дю-Люк особливо відомий навколишнім робітничим селищем (cité ouvrière), яке було створене для шахтних робіт у 19 столітті та сьогодні є одним із найпомітніших уцілілих залишків промислового патерналізму в Бельгії. Він включає житло для робітників, яке датується 1830-ми роками та охоплює приблизно 2 гектари (4,9 акра).
Цей об'єкт, який з 1983 року функціонує як екомузей, є частиною Європейського маршруту промислової спадщини та є одним із чотирьох валлонських гірничодобувних об'єктів, занесених ЮНЕСКО до списку Світової спадщини у списку основних гірничодобувних об'єктів Валлонії.

## Зображення

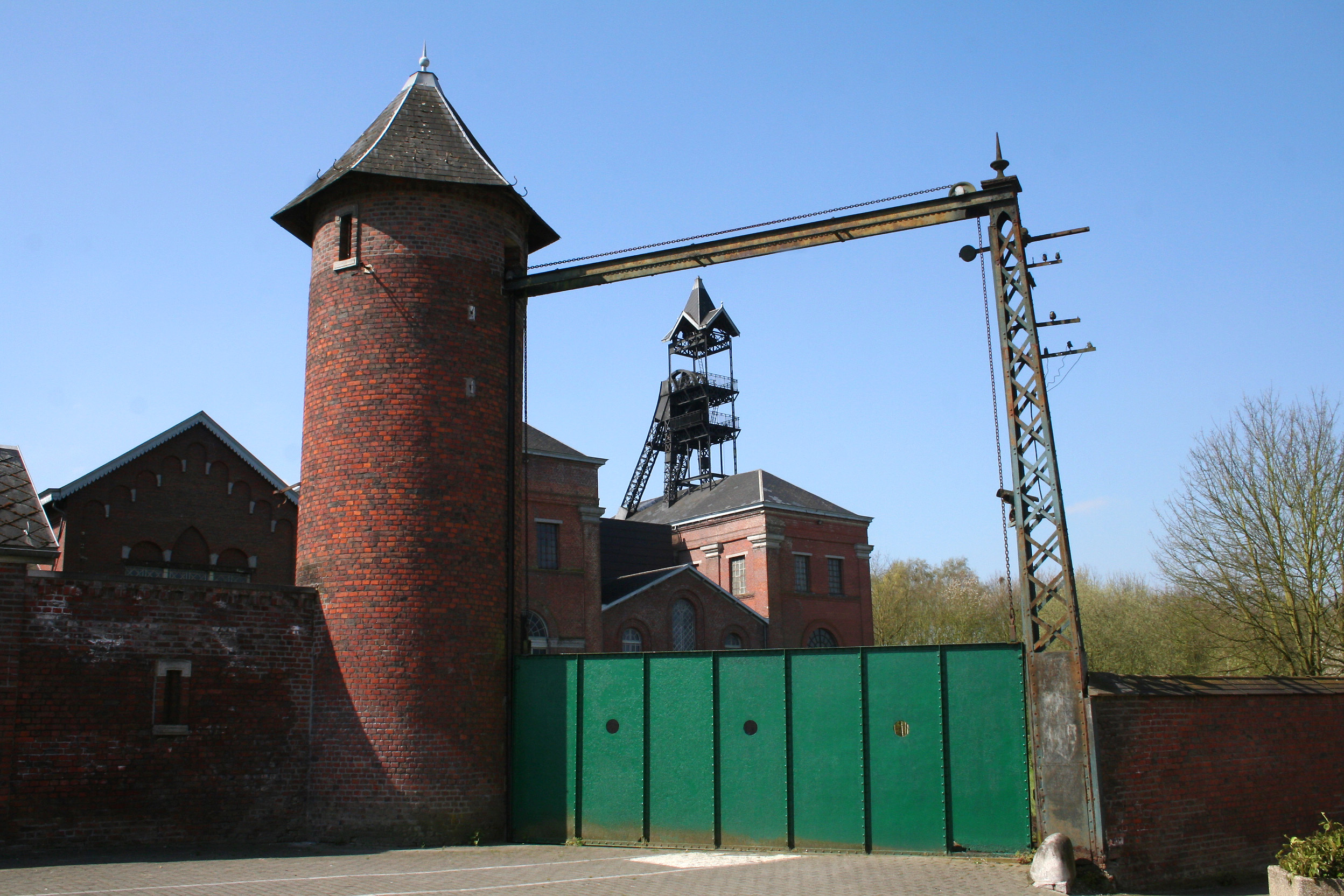
Ворота до Фос Сент-Еммануїл
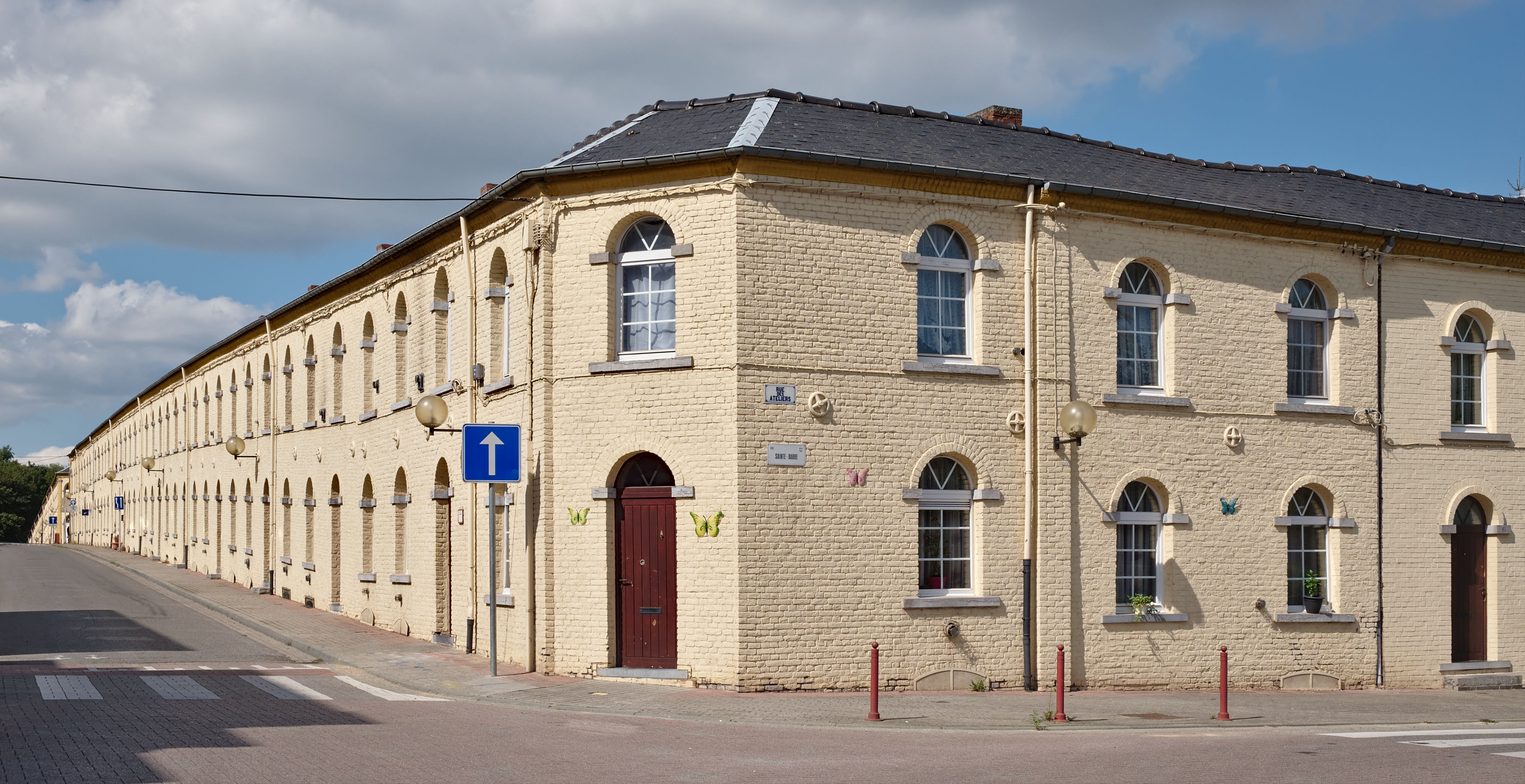
Житло робітників
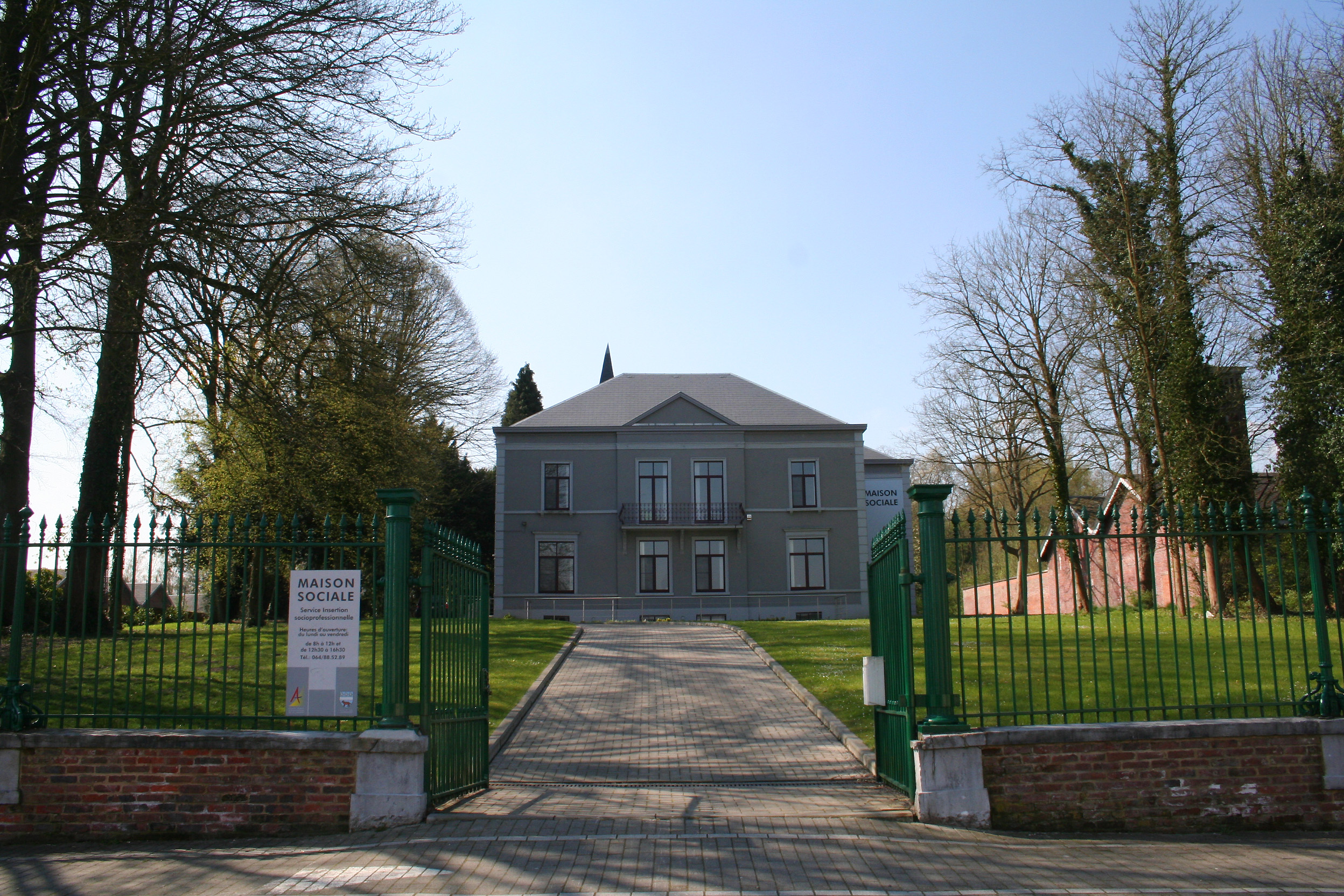
Будинок директора
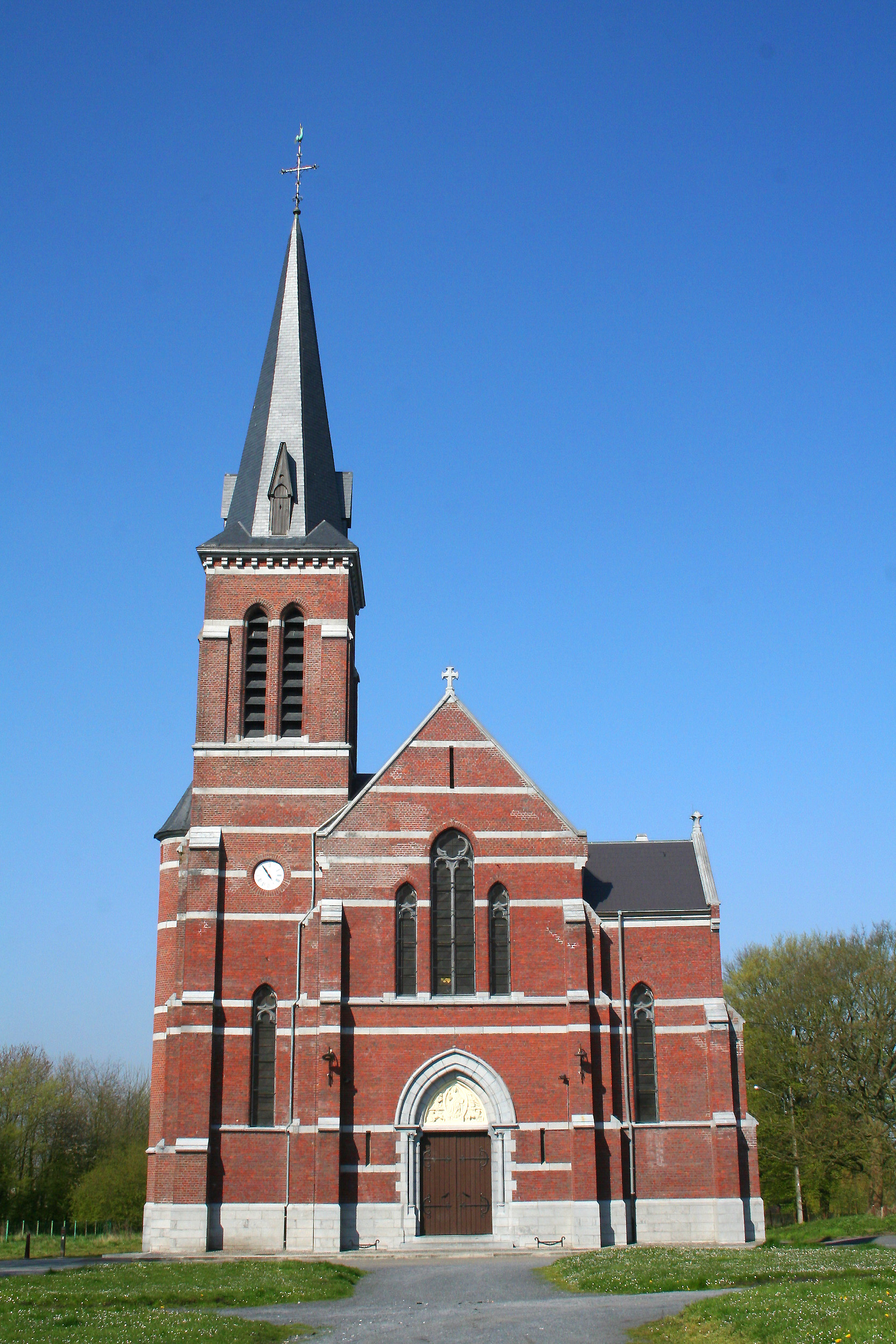
Костел Святої Варвари
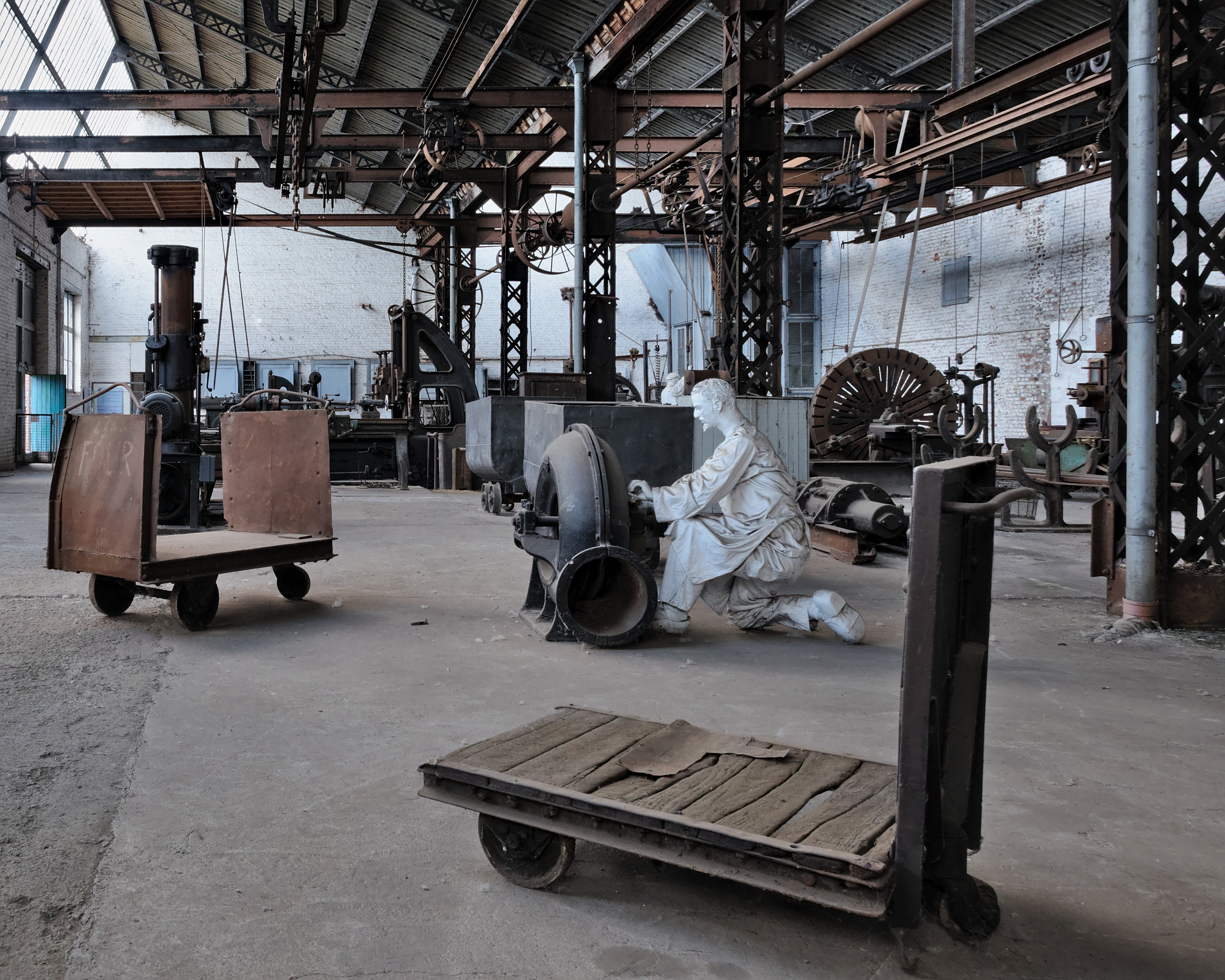
Ливарний цех

## Подальше читання
- Charles-Albert de Behault, Les Charbonnages de Bois-du-Luc, une histoire de familles, Bulletin de l'Association de la Noblesse du Royaume de Belgique, квітень 2022 р., № 310, стор. 78-103.
- Джозеф Плюме, Une société minière sous l'Ancien Régime, la " Société du Grand Conduit et du Charbonnage d'Houdeng " 1685—1800, Вим. Ж. Дюкюло, Жамблу, 1941; 145 сторінок.
- Victor Delattre et Joseph Plumet, Les Charbonnages du Bois-du-Luc et d'Havré, історичні повідомлення, 1935, 181 сторінка.
- Ouvrage collectif, Bois-du-Luc 1685—1985, Écomusée régional du Centre, 1985, 182 сторінки.
- Jules Monoyer, Mémoire sur l'origine et le développement de l'industrie houillère dans le Bassin du Center, Mons, 1874.
- Bois-du-Luc, un écrin majestueux où la vie des mineurs se raconte, Guide — Ecomusée régional du Centre, 2004, 98 стор.
- Жак Лібен та Евелін Мазюр-Ганнекарт, Буа-дю-Люк: un site charbonnier du XIXe siècle, éd. П'єр Мардага, кол. «Musées vvants de Wallonie et de Bruxelles», 1987.